# Robert Merrick
Robert Merrick (Nueva York, 18 de enero de 1971) es un deportista estadounidense que compitió en vela en la clase 470. Participó en los Juegos Olímpicos de Sídney 2000, obteniendo una medalla de plata en la clase 470 (junto con Paul Foerster).

## Palmarés internacional
| \| Juegos Olímpicos \| Juegos Olímpicos \| Juegos Olímpicos \| Juegos Olímpicos \| \| Año \| Lugar \| Medalla \| Clase \| \| ---------------- \| ------------------ \| ---------------- \| ---------------- \| \| 2000 \| Sídney (Australia) \| Medalla de plata \| 470 \| |                    |                  |       |
| Juegos Olímpicos |                    |                  |       |
| Año | Lugar              | Medalla          | Clase |
| 2000 | Sídney (Australia) | Medalla de plata | 470   |